# Nati il 13 febbraio
| Questa pagina contiene informazioni ricavate automaticamente dalle voci biografiche con l'ausilio del template Bio e di un bot. L'aggiornamento è periodico e automatico e ricostruisce completamente la pagina. Se manca una persona in questa lista, sei pregato di non aggiungerla, ma accertati piuttosto che la sua voce biografica contenga il template Bio e che i dati anagrafici siano correttamente compilati. Se il template Bio manca, inseriscilo tu stesso o, in alternativa, metti l'avviso {{tmp\|Bio}} che ne segnala la mancanza. Se i dati riportati sono sbagliati, correggi direttamente la voce biografica; le modifiche saranno visibili in questa lista entro pochi giorni. Per chiarimenti vedi il progetto biografie. La lista contiene solo le 1.187 persone che sono citate nell'enciclopedia e per le quali è stato implementato correttamente il template Bio. Pagina aggiornata al 17 ago 2025. |

## VIII secolo a.C.(1)
- 711 a.C. - Jinmu, imperatore giapponese († 585 a.C.)

## XIII secolo(1)
- 1269 - Negru Vodă, principe romeno († 1300)

## XV secolo(5)
- 1440 - Hartmann Schedel, medico, storico e umanista tedesco († 1514)
- 1457 - Maria di Borgogna, duchessa († 1482)
- 1469 - Elia Levita, poeta e grammatico tedesco († 1549)
- 1480 - Girolamo Aleandro, cardinale e umanista italiano († 1542)
- 1495 - Giacomo Puteo, cardinale e arcivescovo cattolico italiano († 1563)

## XVI secolo(9)
- 1518 - Antonín Brus z Mohelnice, arcivescovo cattolico tedesco († 1580)
- 1533 - Christian Kruik van Adrichem, scrittore e presbitero olandese († 1585)
- 1539 - Elisabetta d'Assia, nobile tedesca († 1582)
- 1547 - Aldo Manuzio il Giovane, editore italiano († 1597)
- 1561 - Basilius Besler, farmacista e botanico tedesco († 1629)
- 1567 - Vittorio Lupi, medico e letterato italiano († 1627)
- 1569 - Giovanni Reinardo I di Hanau-Lichtenberg, conte tedesco († 1625)
- 1586 - Paride Lodron, arcivescovo cattolico austriaco († 1653)
- 1599 - Papa Alessandro VII, papa, vescovo cattolico e cardinale italiano († 1667)

## XVII secolo(15)
- 1620 - Girolamo Casanate, cardinale italiano († 1700)
- 1638 - Federico di Meclemburgo-Schwerin, nobile tedesco († 1688)
- 1641 - Cristiano Alberto di Holstein-Gottorp, vescovo luterano tedesco († 1695)
- 1645 - Vere Fane, IV conte di Westmorland, politico inglese († 1693)
- 1652 - Augusto di Schleswig-Holstein-Sonderburg-Beck, nobiluomo tedesco († 1689)
- 1652 - Anton Domenico Gabbiani, pittore italiano († 1726)
- 1652 - Johann Philipp von Greiffenclau zu Vollraths, vescovo cattolico tedesco († 1719)
- 1670 - Giancarlo Aliberti, pittore italiano († 1727)
- 1672 - Étienne-François Geoffroy, chimico e medico francese († 1731)
- 1681 - Caetano da Costa, vescovo cattolico portoghese († 1753)
- 1682 - Giovanni Battista Piazzetta, pittore italiano († 1754)
- 1686 - John Churchill, marchese di Blandford, nobile inglese († 1703)
- 1688 - Luca Melchiore Tempi, cardinale e arcivescovo cattolico italiano († 1762)
- 1692 - Luigi di Lorena, principe di Lambesc, nobile e militare francese († 1743)
- 1695 - Francesco Maria della Rovere, doge († 1768)

## XVIII secolo(47)
- 1701 - Vittoria Tesi, contralto italiano († 1775)
- 1706 - Giuseppe Antonio Orelli, pittore svizzero († 1776)
- 1718 - Charles Michel-Ange Challe, pittore, disegnatore e architetto francese († 1778)
- 1719 - George Brydges Rodney, I barone Rodney, ammiraglio britannico († 1792)
- 1722 - François Guillaume Clairain des Lauriers, ingegnere francese († 1780)
- 1723 - Antoine Louis, chirurgo e fisiologo francese († 1792)
- 1725 - Livio Odescalchi, II principe Odescalchi, nobile italiano († 1805)
- 1727 - Federico d'Assia-Philippsthal-Barchfeld, nobile († 1777)
- 1728 - John Hunter, medico britannico († 1793)
- 1734 - Yves Joseph de Kerguelen-Trémarec, navigatore francese († 1797)
- 1735 - Sado di Joseon, principe coreano († 1762)
- 1738 - Filippo Quattrocchi, scultore italiano († 1813)
- 1739 - Charles Erskine of Kellie, cardinale italiano († 1811)
- 1740 - Sophie Arnould, cantante e attrice teatrale francese († 1802)
- 1743 - Joseph Banks, naturalista inglese († 1820)
- 1743 - Liévin-Bonaventure Proyart, scrittore e abate francese († 1808)
- 1752 - Giovanni Fabbroni, naturalista, economista e agronomo italiano († 1823)
- 1756 - Louis-Marie-Joseph Maximilian Caffarelli du Falga, generale francese († 1799)
- 1759 - Giuseppe Carignani di Novoli, politico e nobile italiano († 1829)
- 1761 - Pierre-Louis Dupas, generale francese († 1823)
- 1763 - Teresa Ciamagnini Fabbroni, letterata e socialite italiana († 1811)
- 1765 - Ramón Casaús y Torres, arcivescovo cattolico spagnolo († 1845)
- 1766 - Thomas Robert Malthus, economista, filosofo e pastore protestante inglese († 1834)
- 1767 - Pierre-Marie-Auguste Picot de Peccaduc, nobile e militare francese († 1834)
- 1768 - Charles-Étienne Gudin de La Sablonnière, generale francese († 1812)
- 1768 - Ivan Andreevič Krylov, scrittore e commediografo russo († 1844)
- 1768 - Édouard Adolphe Casimir Joseph Mortier, generale francese († 1835)
- 1769 - Adélaïde de Saint-Germain, nobildonna francese († 1850)
- 1770 - Pietro Piani, pittore e decoratore italiano († 1841)
- 1772 - Pierre-Jean-Baptiste Constant de Suzannet, generale francese († 1815)
- 1772 - Ludovico Tevoli, arcivescovo cattolico italiano († 1856)
- 1778 - Fernando Sor, chitarrista e compositore spagnolo († 1839)
- 1780 - Lewis David de Schweinitz, botanico e micologo statunitense († 1834)
- 1783 - Władysław Grzegorz Branicki, generale polacco († 1843)
- 1783 - Hugh Fortescue, II conte di Fortescue, politico inglese († 1861)
- 1783 - Guglielmo Pepe, generale, patriota e storico italiano († 1855)
- 1785 - Pietro Brielli, agronomo e politico italiano († 1850)
- 1787 - Johann Caspar von Orelli, filologo classico svizzero († 1849)
- 1788 - Francesco Cocchi, pittore e scenografo italiano († 1865)
- 1791 - Ambrogio Nava, architetto e pittore italiano († 1862)
- 1791 - Sil'vestr Feodosievič Ščedrin, pittore russo († 1830)
- 1793 - Heinrich August Erhard, storico, archivista e medico tedesco († 1851)
- 1793 - Nicolás Osorio, nobile spagnolo († 1866)
- 1793 - Philipp Veit, pittore e scrittore tedesco († 1877)
- 1794 - Pasquale Calvi, politico e magistrato italiano († 1867)
- 1794 - John Rous, II conte di Stradbroke, ufficiale inglese († 1886)
- 1797 - Léonard Victor Charner, ammiraglio francese († 1869)

## XIX secolo(174)
- 1802 - Lorenzo Ceppi, magistrato, funzionario e politico italiano († 1872)
- 1803 - Pietro de Silvestri, cardinale italiano († 1875)
- 1804 - Claude-Étienne Minié, militare francese († 1879)
- 1804 - Samuel Phelps, attore teatrale, regista e direttore teatrale inglese († 1878)
- 1805 - Peter Gustav Lejeune Dirichlet, matematico tedesco († 1859)
- 1805 - David Dudley-Field, avvocato statunitense († 1894)
- 1806 - Vladimir Alekseevič Kornilov, ammiraglio russo († 1854)
- 1809 - Alphonse Alkan, editore francese († 1889)
- 1809 - Victor Mottez, pittore francese († 1897)
- 1810 - Eugenio Villoresi, ingegnere italiano († 1879)
- 1811 - François Achille Bazaine, generale francese († 1888)
- 1811 - Raffaele Mezzanotte, politico e magistrato italiano († 1879)
- 1811 - Luigi Tosti, abate, patriota e storico italiano († 1897)
- 1813 - Emanuele Krakamp, compositore e flautista italiano († 1883)
- 1813 - Karl Wilhelm Ludwig Müller, grecista tedesco († 1894)
- 1814 - Emilio Broglio, politico italiano († 1892)
- 1814 - Vincenzo Ricasoli, politico, agronomo e patriota italiano († 1891)
- 1818 - Michail Nikiforovič Katkov, giornalista russo († 1887)
- 1818 - Angelica Van Buren, first lady statunitense († 1877)
- 1819 - Auguste von Littrow, scrittrice e attivista austriaca († 1890)
- 1820 - Béla Kéler, compositore e direttore d'orchestra ungherese († 1882)
- 1821 - Giuseppe Cianciafara, politico italiano († 1886)
- 1821 - John Turtle Wood, archeologo britannico († 1890)
- 1822 - Lev Aleksandrovič Mej, poeta e drammaturgo russo († 1862)
- 1823 - Franz Pichler von Deeben, militare austriaco
- 1823 - Arnold Rikli, medico svizzero († 1906)
- 1823 - Adolfo Targioni Tozzetti, botanico, zoologo e entomologo italiano († 1902)
- 1824 - Maria Beatrice d'Austria-Este, nobile († 1906)
- 1824 - Tommaso Lorenzone, pittore italiano († 1902)
- 1825 - Alessandro Dorna, matematico italiano († 1886)
- 1829 - Edward Henry Howard, cardinale e arcivescovo cattolico britannico († 1892)
- 1831 - Francesco Ceva Grimaldi, politico italiano († 1899)
- 1831 - John Aaron Rawlins, politico e generale statunitense († 1869)
- 1832 - Antonio Morano, editore italiano
- 1833 - Giacinto Arcangeli, vescovo cattolico italiano († 1909)
- 1834 - Heinrich Caro, chimico tedesco († 1910)
- 1834 - Maurice Chaper, geologo e mineralogista francese († 1896)
- 1835 - Mirza Ghulam Ahmad, profeta indiano († 1908)
- 1837 - Paul Brouardel, igienista e patologo francese († 1906)
- 1837 - Fulcran Vigouroux, presbitero e biblista francese († 1915)
- 1839 - William Arrol, imprenditore e politico scozzese († 1913)
- 1839 - Albert Theisz, politico e sindacalista francese († 1881)
- 1840 - Sophie Opel, imprenditrice tedesca († 1913)
- 1841 - Theodor Wolf, naturalista e esploratore tedesco († 1924)
- 1841 - Giulio De Petra, archeologo italiano († 1925)
- 1843 - Georg von Rosen, pittore svedese († 1923)
- 1844 - Carl Hermann Ethé, orientalista tedesco († 1917)
- 1845 - Oswald Lohse, astronomo tedesco († 1915)
- 1845 - William James Topley, fotografo canadese († 1930)
- 1846 - Ercole Rosa, scultore italiano († 1893)
- 1847 - Clelia Barbieri, religiosa italiana († 1870)
- 1847 - Henry Fox-Strangways, V conte di Ilchester, nobile e politico inglese († 1905)
- 1847 - Victor Gabriel Gilbert, pittore francese († 1933)
- 1847 - Erich von Kielmansegg, politico tedesco († 1923)
- 1848 - Auguste Baud-Bovy, pittore svizzero († 1899)
- 1848 - Clemente Caldesi, avvocato e politico italiano († 1923)
- 1848 - Hermann von Eichhorn, generale prussiano († 1918)
- 1848 - Martha Watts, insegnante, educatrice e missionaria statunitense († 1909)
- 1849 - Randolph Henry Churchill, nobile e politico britannico († 1895)
- 1849 - Wilhelm Voigt, criminale tedesco († 1922)
- 1850 - Antonio Della Valle, zoologo italiano († 1935)
- 1851 - Eugen II Jaromir Czernin von und zu Chudenitz, nobile e politico boemo († 1925)
- 1851 - George Brown Goode, zoologo statunitense († 1896)
- 1852 - John Dreyer, astronomo danese († 1926)
- 1853 - Theodor Caspari, poeta e critico letterario norvegese († 1948)
- 1853 - Francesco Finiguerra, generale italiano († 1918)
- 1853 - Alberto Puschi, archeologo e numismatico italiano († 1922)
- 1853 - Heinrich Vieter, missionario e vescovo cattolico tedesco († 1914)
- 1854 - Maximilián Pirner, pittore ceco († 1924)
- 1855 - Paul Deschanel, politico francese († 1922)
- 1856 - Giuseppe Sabalich, giornalista, storico e poeta italiano († 1928)
- 1856 - Annie Morrill Smith, botanica statunitense († 1946)
- 1857 - Thomas Maischberger, alpinista austriaco († 1946)
- 1857 - Christian Pfister, medievista francese († 1933)
- 1858 - Achille Borghi, generale italiano († 1918)
- 1858 - Alessandro Di Rovasenda, avvocato e politico italiano († 1943)
- 1858 - Matteo Schilizzi, imprenditore e filantropo italiano († 1905)
- 1859 - Albert Geisser, avvocato, banchiere e filantropo svizzero († 1929)
- 1859 - Zsigmond Quittner, architetto ungherese († 1918)
- 1860 - Albert Abendschein, pittore statunitense († 1914)
- 1860 - Nienke van Hichtum, scrittrice e traduttrice olandese († 1939)
- 1861 - Luigi Giampietro, magistrato e politico italiano († 1950)
- 1861 - Jean Paul Vuillemin, micologo francese († 1932)
- 1863 - Milenko Vesnić, giurista e politico jugoslavo († 1921)
- 1864 - Francesco De Sarlo, filosofo e psicologo italiano († 1937)
- 1864 - Paul von Hintze, ammiraglio, diplomatico e politico tedesco († 1941)
- 1865 - Theodor Kober, ingegnere aeronautico e imprenditore tedesco († 1930)
- 1865 - Edgardo Saporetti, pittore italiano († 1909)
- 1867 - Harold Mahony, tennista irlandese († 1905)
- 1867 - Giuseppe Manente, compositore, direttore d'orchestra e militare italiano († 1941)
- 1868 - Sergio Der Abrahamian, arcivescovo cattolico armeno († 1952)
- 1868 - Pietro Mazzone, cantante e chitarrista italiano († 1934)
- 1869 - Cesare Alessandri, politico, giornalista e sindacalista italiano († 1929)
- 1869 - Vico Mantovani, ingegnere e politico italiano († 1938)
- 1870 - Leopold Godowski, compositore, pianista e insegnante lituano († 1938)
- 1871 - Joseph Vollmer, ingegnere tedesco († 1955)
- 1872 - Vincenzo Pilotti, architetto e ingegnere italiano († 1956)
- 1872 - Kate Price, attrice irlandese († 1943)
- 1872 - Joseph Segond, filosofo francese († 1954)
- 1873 - Hans Leesment, generale estone († 1944)
- 1873 - Fëdor Ivanovič Šaljapin, basso russo († 1938)
- 1873 - Red Wing, attrice statunitense († 1974)
- 1874 - Giuseppe Pettine, compositore e mandolinista italiano († 1966)
- 1875 - Fabio Bargagli Petrucci, storico e politico italiano († 1939)
- 1876 - Pesend Hanım, principessa abcasa († 1924)
- 1877 - Sidney Smith, sceneggiatore e regista statunitense († 1935)
- 1878 - Enrico Ferdinando d'Asburgo-Lorena, nobile austriaco († 1969)
- 1878 - Arnaldo Petretti, avvocato, funzionario e politico italiano († 1952)
- 1879 - Alberto De Dominicis, chimico italiano († 1952)
- 1879 - Guido Horn D'Arturo, astronomo italiano († 1967)
- 1879 - Angelina Lanza Damiani, scrittrice e poetessa italiana († 1936)
- 1879 - Sarojini Naidu, politica e poetessa indiana († 1949)
- 1879 - Principe Sabahaddin, principe e sociologo ottomano († 1948)
- 1880 - Louis Barillet, artista francese († 1948)
- 1880 - Dimitrie Gusti, sociologo, etnologo e storico romeno († 1955)
- 1880 - Lucio Tasca, imprenditore e politico italiano († 1957)
- 1881 - Albert Delannoy, lunghista e triplista francese († 1944)
- 1881 - Eleanor Farjeon, scrittrice e poetessa britannica († 1965)
- 1881 - Franz Stabbert, dirigibilista tedesco († 1917)
- 1882 - Tadeusz Banachiewicz, astronomo e matematico polacco († 1954)
- 1882 - Ignaz Friedman, pianista e compositore polacco († 1948)
- 1882 - Attilio Mariotti, politico italiano († 1955)
- 1883 - Milziade Magnini, chirurgo e politico italiano († 1951)
- 1883 - Evgenij Bagrationovič Vachtangov, regista e attore teatrale russo († 1922)
- 1884 - Alfred Carlton Gilbert, astista statunitense († 1961)
- 1885 - George Fitzmaurice, regista e produttore cinematografico statunitense († 1940)
- 1885 - Bess Truman, first lady statunitense († 1982)
- 1886 - Ricardo Güiraldes, scrittore e poeta argentino († 1927)
- 1886 - Amelia Mecherini, pittrice italiana († 1960)
- 1887 - Géza Csáth, scrittore e psichiatra ungherese († 1919)
- 1887 - Elow Kihlgren, diplomatico e imprenditore svedese († 1974)
- 1887 - Max Neufeld, regista, attore e sceneggiatore austriaco († 1967)
- 1888 - Davide Baiardo, pallanuotista e nuotatore italiano († 1977)
- 1888 - Desmond FitzGerald, rivoluzionario, poeta e politico irlandese († 1947)
- 1888 - Giovanni Innocenti, calciatore italiano († 1975)
- 1888 - Geōrgios Papandreou, politico greco († 1968)
- 1888 - Jean Julien Weber, arcivescovo cattolico francese († 1981)
- 1889 - Robert A. Dillon, sceneggiatore e regista statunitense († 1944)
- 1889 - Isabel Rea, attrice statunitense († 1961)
- 1889 - Leontine Sagan, regista cinematografica tedesca († 1974)
- 1889 - Georg Schrimpf, pittore tedesco († 1938)
- 1890 - Howard Bretherton, montatore e regista cinematografico statunitense († 1969)
- 1890 - Quinto Tosatti, giornalista e politico italiano († 1960)
- 1891 - Ignazio Luè, pallanuotista e nuotatore italiano († 1970)
- 1891 - Kate Roberts, scrittrice e attivista gallese († 1985)
- 1891 - Willie Ritchie, pugile statunitense († 1975)
- 1891 - Grant Wood, pittore statunitense († 1942)
- 1892 - Robert Houghwout Jackson, giudice e politico statunitense († 1954)
- 1892 - Dora Menichelli, attrice e cantante italiana († 1993)
- 1893 - Giuseppe Capponi, architetto e scenografo italiano († 1936)
- 1893 - Edward Aloysius Fitzgerald, vescovo cattolico statunitense († 1972)
- 1893 - Alfréd Schaffer, calciatore e allenatore di calcio ungherese († 1945)
- 1893 - Pierre Vladimiroff, ballerino e insegnante russo († 1970)
- 1894 - Edi Bauer, allenatore di calcio e calciatore austriaco († 1948)
- 1895 - Fred Essler, attore statunitense († 1973)
- 1895 - Arturo Ferrarin, aviatore e militare italiano († 1941)
- 1895 - Arnold Kuulman, calciatore estone († 1926)
- 1895 - Giovanni Battista Podestà, artista italiano († 1976)
- 1896 - Margarete Adler, nuotatrice austriaca († 1990)
- 1896 - Felia Doubrovska, ballerina e insegnante russa († 1981)
- 1896 - Piero Ferretti, avvocato, militare e politico italiano († 1951)
- 1896 - George Hackathorne, attore statunitense († 1940)
- 1896 - Renato Punzo, politico italiano
- 1896 - Gino Rovetta, dirigente sportivo italiano († 1965)
- 1897 - Domenico Mastini, inventore italiano († 1973)
- 1898 - Aleksandr Antonov, attore sovietico († 1962)
- 1898 - Paul Bourgeois, astronomo belga († 1974)
- 1898 - Carlo di Leiningen, principe tedesco († 1946)
- 1898 - Pietro Giampaoli, incisore e medaglista italiano († 1998)
- 1899 - Emma Calderini, costumista e storica italiana († 1975)
- 1899 - Bruno Finzi, ingegnere, matematico e fisico italiano († 1974)
- 1899 - Miyamoto Yuriko, scrittrice, saggista e critica letteraria giapponese († 1951)
- 1900 - Bernard Coy, criminale statunitense († 1946)
- 1900 - Roy Harrod, economista britannico († 1978)

## XX secolo(905)
- 1901 - Jean Boyer, calciatore francese († 1981)
- 1901 - Gioan Battista Dell'Acqua, medico italiano († 1991)
- 1901 - Paul Felix Lazarsfeld, sociologo statunitense († 1976)
- 1901 - Lewis Grassic Gibbon, scrittore scozzese († 1935)
- 1901 - Cesare Migliorini, dirigente sportivo e allenatore di calcio italiano († 1964)
- 1901 - Erich Nitzschmann, direttore della fotografia tedesco († 1980)
- 1902 - Piero Gadda Conti, scrittore, critico cinematografico e traduttore italiano († 1999)
- 1902 - Harold Lasswell, politologo statunitense († 1978)
- 1903 - Mario Anelli, militare, aviatore e fotografo italiano († 1941)
- 1903 - Georgij Michajlovič Beriev, ingegnere e generale sovietico († 1979)
- 1903 - Iosif Grigorevič Neman, ingegnere aeronautico sovietico († 1952)
- 1903 - Georges Simenon, scrittore belga († 1989)
- 1903 - Luigi Vietti, architetto e urbanista italiano († 1998)
- 1904 - Pietro Ebner, storico e numismatico italiano († 1988)
- 1904 - Irene di Grecia, regina greca († 1974)
- 1904 - Guillaume Lieb, calciatore francese († 1978)
- 1904 - Guido Rigotti, allenatore di calcio e calciatore italiano († 1990)
- 1904 - Margherita Sanna, politica italiana († 1974)
- 1905 - Ra'ana Liaquat Ali Khan, politica e attivista pakistana († 1990)
- 1906 - Giuseppe Gracceva, partigiano e politico italiano († 1978)
- 1906 - Magnus Hestenes, matematico statunitense († 1991)
- 1906 - Agostinho da Silva, filosofo, poeta e saggista portoghese († 1994)
- 1906 - Wally Westmore, truccatore statunitense († 1973)
- 1906 - Edward M. Wright, matematico inglese († 2005)
- 1907 - Lev Korčebokov, allenatore di calcio e calciatore sovietico († 1971)
- 1907 - Józef Kotlarczyk, calciatore polacco († 1959)
- 1908 - Patrick Barr, attore britannico († 1985)
- 1908 - Helen Gardner, critica letteraria britannica († 1986)
- 1908 - Lennie Hayton, compositore statunitense († 1971)
- 1908 - Sulo Nurmela, fondista finlandese († 1999)
- 1909 - Salvatore Bindi, calciatore italiano († 1972)
- 1909 - Mario Casariego y Acevedo, cardinale e arcivescovo cattolico spagnolo († 1983)
- 1909 - Jack Garrison, hockeista su ghiaccio statunitense († 1988)
- 1909 - Kazimierz Kucharski, mezzofondista e velocista polacco († 1995)
- 1909 - Luigi Vrenna, mafioso italiano († 1992)
- 1910 - Ausonio Alacevich, rugbista a 15 italiano († 2001)
- 1910 - Elsa Barraine, compositrice francese († 1999)
- 1910 - Ignacio Bernal, antropologo, archeologo e storico messicano († 1992)
- 1910 - Ben Drinkwater, pilota motociclistico britannico († 1949)
- 1910 - Victor Leydet, partigiano francese († 1975)
- 1910 - William Bradford Shockley, fisico statunitense († 1989)
- 1911 - Faiz Ahmad Faiz, poeta e scrittore pakistano († 1984)
- 1911 - Doxie Moore, allenatore di pallacanestro e dirigente sportivo statunitense († 1986)
- 1911 - Jean Muir, attrice statunitense († 1996)
- 1911 - Bruno Rossi, calciatore italiano († 1992)
- 1911 - Arvid Thörn, calciatore svedese († 1986)
- 1912 - Giovanni Battista Boscutti, aviatore italiano († 1944)
- 1912 - José de Capriles, schermidore statunitense († 1969)
- 1912 - Antonia Pozzi, poetessa italiana († 1938)
- 1913 - Marco Cimatti, ciclista su strada, pistard e imprenditore italiano († 1982)
- 1913 - Oreste Cioni, calciatore e allenatore di calcio italiano († 1968)
- 1913 - Giuseppe Dossetti, presbitero, giurista e politico italiano († 1996)
- 1913 - Jérôme Dufromont, ciclista su strada belga († 1986)
- 1913 - Luigi Fiorentino, poeta e saggista italiano († 1981)
- 1913 - Attilio Giordani, educatore italiano († 1972)
- 1913 - Khalid dell'Arabia Saudita, re saudita († 1982)
- 1913 - Manning Kimmel, militare statunitense († 1944)
- 1913 - Semën Michajlovič Lobov, ammiraglio sovietico († 1977)
- 1913 - Adriano Mantelli, aviatore, militare e imprenditore italiano († 1995)
- 1913 - Roger Rio, calciatore francese († 1999)
- 1914 - Renato Baccari, giurista italiano († 2012)
- 1914 - Renzo De Alexandris, pittore italiano († 2008)
- 1914 - George Kleinsinger, compositore statunitense († 1982)
- 1914 - Katarína Lazarová, scrittrice slovacca († 1995)
- 1914 - Tadeusz Sawicz, militare e aviatore polacco († 2011)
- 1914 - Viktor Mihajlovič Ždanov, virologo sovietico († 1987)
- 1915 - Lyle Bettger, attore statunitense († 2003)
- 1915 - Harriet Bland, velocista statunitense († 1991)
- 1915 - Giuseppe Farfanelli, pugile italiano († 1992)
- 1915 - Antonio Mancini, politico italiano († 1982)
- 1915 - Aung San, generale e politico birmano († 1947)
- 1915 - Lidija Smirnova, attrice sovietica († 2007)
- 1915 - Angelo Luigi Stoppa, religioso e storico italiano († 1998)
- 1916 - Pietro Colella, politico italiano († 1998)
- 1916 - James Griffith, attore statunitense († 1993)
- 1916 - Fred Karger, compositore e musicista statunitense († 1979)
- 1916 - Ed Melvin, cestista e allenatore di pallacanestro statunitense († 2004)
- 1916 - Loris Nannini, aviatore italiano († 1994)
- 1917 - Antonio Corzani, partigiano italiano († 1944)
- 1917 - Semën Konstantinovič Kurkotkin, generale sovietico († 1990)
- 1917 - Alain Poiré, produttore cinematografico francese († 2000)
- 1917 - Renato Villoresi, militare e partigiano italiano († 1944)
- 1918 - Artūras Andrulis, cestista e calciatore lituano († 1991)
- 1918 - Kenei Mabuni, artista marziale giapponese († 2015)
- 1918 - Pëtr Mironovič Mašerov, politico sovietico († 1980)
- 1918 - Nino Oliviero, compositore italiano († 1980)
- 1918 - Jun'ichi Sasai, militare e aviatore giapponese († 1942)
- 1918 - Oliver Smith, scenografo e direttore artistico statunitense († 1994)
- 1919 - Enzio Cetrangolo, latinista, traduttore e poeta italiano († 1986)
- 1919 - Tennessee Ernie Ford, cantante statunitense († 1991)
- 1919 - William Nierenberg, fisico statunitense († 2000)
- 1919 - Karl Plattner, pittore italiano († 1986)
- 1920 - Franca Cancogni, traduttrice, sceneggiatrice e scrittrice italiana († 2022)
- 1920 - Eileen Farrell, soprano statunitense († 2002)
- 1920 - William Piastra, scrittore italiano († 1997)
- 1920 - Zao Wou-Ki, pittore e insegnante cinese († 2013)
- 1921 - Markus Bernhard, cestista e pallamanista tedesco († 2002)
- 1921 - Jeanne Demessieux, organista, pianista e compositrice francese († 1968)
- 1921 - Renée Doria, soprano francese († 2021)
- 1921 - Wardell Gray, sassofonista statunitense († 1955)
- 1921 - Paul Juntunen, cestista statunitense († 2004)
- 1921 - José María Medina, calciatore uruguaiano († 2005)
- 1922 - Vico Faggi, magistrato, drammaturgo e poeta italiano († 2010)
- 1922 - Luigi Grezzi, politico italiano († 2015)
- 1922 - Willi Heeks, pilota automobilistico tedesco († 1996)
- 1922 - Jean Lechantre, calciatore francese († 2015)
- 1922 - Hal Moore, generale e scrittore statunitense († 2017)
- 1922 - Leo Pine, micologo e biochimico statunitense († 1994)
- 1922 - Francis Pym, politico britannico († 2008)
- 1922 - Mario Sbrilli, partigiano italiano († 1944)
- 1922 - Gordon Tullock, economista statunitense († 2014)
- 1923 - Ezio Bienaimé, architetto italiano († 2002)
- 1923 - Dan Kraus, cestista statunitense († 2012)
- 1923 - Chuck Yeager, aviatore statunitense († 2020)
- 1924 - Vincenzo Raucci, politico italiano († 1985)
- 1924 - Jean-Jacques Servan-Schreiber, politico, giornalista e scrittore francese († 2006)
- 1925 - Cesarino Dante Cioce, politico italiano († 2000)
- 1925 - Giuseppe Falcucci, giornalista italiano († 2005)
- 1925 - Johannes Matzen, ex calciatore tedesco orientale
- 1925 - René Pleimelding, allenatore di calcio e calciatore francese († 1998)
- 1926 - Fay Ajzenberg-Selove, docente statunitense († 2012)
- 1926 - Gianna Baltaro, giornalista e scrittrice italiana († 2008)
- 1926 - Franco Moccagatta, giornalista italiano († 2003)
- 1926 - Verner Panton, designer danese († 1998)
- 1926 - Tonny Albert Springer, matematico tedesco († 2011)
- 1927 - Antonio Cossu, scrittore italiano († 2002)
- 1927 - Marcel Mouchel, allenatore di calcio e calciatore francese († 2012)
- 1927 - Nair Kanawati, cestista brasiliana
- 1927 - Luigi Orlando, imprenditore italiano († 2005)
- 1928 - Warren B. Offutt, astronomo statunitense († 2017)
- 1929 - Eugène Parlier, calciatore svizzero († 2017)
- 1929 - Frankie Sakai, comico e attore giapponese († 1996)
- 1929 - Omar Torrijos, generale e politico panamense († 1981)
- 1930 - Sergio Asteriti, fumettista italiano († 2024)
- 1930 - Mario Audisio, calciatore italiano († 2018)
- 1930 - Frank Buxton, regista e sceneggiatore statunitense († 2018)
- 1930 - Ernst Fuchs, artista austriaco († 2015)
- 1930 - Israel Kirzner, economista e rabbino britannico
- 1930 - Ron Stretton, pistard britannico († 2012)
- 1931 - Isaac Bardavid, attore e doppiatore brasiliano († 2022)
- 1931 - Enrico Ermelli Cupelli, politico italiano († 2013)
- 1931 - Ezio Galbiati, allenatore di calcio e calciatore italiano († 2014)
- 1931 - Otilio Olguín, nuotatore e pallanuotista messicano († 1994)
- 1931 - Joseph V. Perry, attore statunitense († 2000)
- 1932 - Elio Andriuoli, poeta, critico letterario e insegnante italiano († 2024)
- 1932 - Vincenzo Biondo, ex calciatore italiano
- 1932 - Vittoria Cesarini, velocista italiana († 2023)
- 1932 - Susan Oliver, attrice statunitense († 1990)
- 1932 - Roberto Pariante, regista italiano († 2009)
- 1932 - Branko Rezar, calciatore e allenatore di calcio jugoslavo († 2020)
- 1932 - Barbara Shelley, attrice inglese († 2021)
- 1932 - Marcelino Vaquero González, calciatore spagnolo († 2020)
- 1933 - Roberto Amadei, vescovo cattolico italiano († 2009)
- 1933 - Paul Biya, politico camerunese
- 1933 - Mario Caiano, regista e sceneggiatore italiano († 2015)
- 1933 - Mirto Davoine, calciatore uruguaiano († 1999)
- 1933 - Patrick Godfrey, attore britannico
- 1933 - Kim Novak, attrice statunitense
- 1933 - Gianni Torrione, giornalista, scrittore e politico italiano
- 1933 - Emanuel Ungaro, stilista francese († 2019)
- 1934 - Guy Claisse, giornalista e scrittore francese († 2016)
- 1934 - Shreela Flather, politica britannica († 2024)
- 1934 - George Segal, attore statunitense († 2021)
- 1935 - Massimo Ferretti, poeta, scrittore e giornalista italiano († 1974)
- 1935 - Marcelino Oreja, politico spagnolo
- 1935 - Don Panoz, imprenditore statunitense († 2018)
- 1935 - Denise Perrier, modella, attrice e politica francese
- 1935 - Giulio Rinaldi, pugile e attore italiano († 2011)
- 1936 - Leamon King, velocista statunitense († 2001)
- 1936 - Pavol Molnár, calciatore cecoslovacco († 2021)
- 1937 - Rupiah Banda, politico zambiano († 2022)
- 1937 - Julian Barbour, fisico e filosofo britannico
- 1937 - Sigmund Jähn, astronauta e militare tedesco († 2019)
- 1937 - Michael Lipton, economista e compositore di scacchi inglese († 2023)
- 1937 - Angelo Mosca, giocatore di football americano e wrestler statunitense († 2021)
- 1937 - Hiroshi Ninomiya, allenatore di calcio e ex calciatore giapponese
- 1937 - Aldo Secco, calciatore italiano († 2017)
- 1937 - Marley Shriver, nuotatrice statunitense († 2016)
- 1938 - Giulio Castelli, giornalista e scrittore italiano
- 1938 - Roy Ciccolini, attore italiano († 2008)
- 1938 - Carmela Corren, cantante e attrice israeliana († 2022)
- 1938 - Eugenio Guccione, storico italiano
- 1938 - Giulio Maceratini, politico italiano († 2020)
- 1938 - Oliver Reed, attore britannico († 1999)
- 1938 - Luigi Senesi, pittore e incisore italiano († 1978)
- 1938 - Antonio Soncini, calciatore e allenatore di calcio italiano († 2018)
- 1939 - Bjørn Bergvall, ex velista norvegese
- 1939 - Giovanni Corridori, effettista italiano († 2023)
- 1939 - Vittoria Febbi, attrice, doppiatrice e direttrice del doppiaggio italiana
- 1939 - Zarinoff Lebeouf, ex wrestler canadese
- 1939 - Adolfo Gori, ex calciatore e allenatore di calcio italiano
- 1939 - Beate Klarsfeld, attivista tedesca
- 1939 - Guido Renzi, cantante e scrittore italiano
- 1939 - Valerij Il'ič Roždestvenskij, cosmonauta sovietico († 2011)
- 1940 - Giuseppe Cavallotto, vescovo cattolico italiano († 2025)
- 1940 - Ettore De Carolis, musicista e arrangiatore italiano († 2007)
- 1940 - André Dupuy, arcivescovo cattolico e diplomatico francese
- 1940 - Franco Monticone, generale italiano († 2022)
- 1941 - Mimi Gamal, attrice egiziana
- 1941 - Heidi Horten, collezionista d'arte e filantropa austriaca († 2022)
- 1941 - Marco Luberti, cantautore, paroliere e produttore discografico italiano
- 1941 - Sigmar Polke, artista tedesco († 2010)
- 1941 - Rosario Rubbettino, editore italiano († 2000)
- 1941 - Bo Svenson, attore, regista e produttore cinematografico svedese
- 1941 - Luisa Zille, musicista, storica e poetessa italiana († 1995)
- 1942 - Giulio Cesare Casali, allenatore di calcio e ex calciatore sammarinese
- 1942 - Carol Lynley, attrice statunitense († 2019)
- 1942 - Peter Tork, cantautore, polistrumentista e attore statunitense († 2019)
- 1942 - Donald Edward Williams, astronauta statunitense († 2016)
- 1943 - Ugo Chiti, drammaturgo, sceneggiatore e regista italiano
- 1943 - Carole Joan Crawford, modella giamaicana († 2024)
- 1943 - Friedrich Christian Delius, scrittore e poeta tedesco († 2022)
- 1943 - Leo Frankowski, scrittore statunitense († 2008)
- 1943 - Erik Fredriksson, ex arbitro di calcio svedese
- 1943 - Giovanni Lista, saggista, storico dell'arte e critico d'arte italiano
- 1943 - Yoshinao Nanbu, karateka giapponese († 2020)
- 1943 - Elaine Pagels, docente statunitense
- 1943 - Franco Patria, pilota automobilistico e pilota di rally italiano († 1964)
- 1943 - Kendall Rhine, cestista statunitense († 2022)
- 1943 - Geoffrey Rowell, vescovo anglicano e vescovo vetero-cattolico britannico († 2017)
- 1943 - Donald Sumpter, attore britannico
- 1944 - Romana Bianchi, politica italiana
- 1944 - Michael Ensign, attore statunitense
- 1944 - Giancarlo Galli, politico italiano
- 1944 - Giuliano Giuman, pittore e scultore italiano
- 1944 - Rebop Kwaku Baah, percussionista ghanese († 1983)
- 1944 - Leone Manti, politico italiano († 2023)
- 1944 - Jan Peszek, attore polacco
- 1944 - Jerry Pettway, ex cestista statunitense
- 1944 - Charles Spiteri, calciatore maltese († 2025)
- 1944 - Jerry Springer, conduttore televisivo, politico e giornalista britannico († 2023)
- 1944 - Stockard Channing, attrice statunitense
- 1945 - Salvo Andò, politico e giurista italiano
- 1945 - Stefano Bonilli, imprenditore e giornalista italiano († 2014)
- 1945 - Jacinto Callero, ex calciatore uruguaiano
- 1945 - Rubens Mattioli, chirurgo italiano
- 1945 - Simon Schama, saggista e storico dell'arte britannico
- 1945 - Kenneth Sitzberger, tuffatore statunitense († 1984)
- 1945 - Chrīstos Terzanidīs, allenatore di calcio e ex calciatore greco
- 1945 - David Tremlett, artista, fotografo e scultore britannico
- 1946 - Richard Blumenthal, politico e avvocato statunitense
- 1946 - Júlio Bressane, regista e sceneggiatore brasiliano
- 1946 - Artur Jorge, calciatore e allenatore di calcio portoghese († 2024)
- 1946 - Vazgen Manukyan, politico armeno
- 1946 - Giovanni Pirola, calciatore italiano († 2023)
- 1946 - Lajos Szűcs, sollevatore ungherese († 1999)
- 1946 - Pilar Velázquez, attrice spagnola
- 1947 - Bruno Berglund, copilota di rally svedese
- 1947 - Julien Cools, ex calciatore belga
- 1947 - Joe Estevez, attore, regista e produttore cinematografico statunitense
- 1947 - Giorgi Gavasheli, calciatore sovietico († 1997)
- 1947 - Mike Krzyzewski, ex cestista e allenatore di pallacanestro statunitense
- 1947 - Augusto Matine, allenatore di calcio e calciatore portoghese († 2020)
- 1947 - Leonid Romanov, ex schermidore sovietico
- 1947 - István Szőke, calciatore ungherese († 2022)
- 1947 - Bogdan Tanjević, allenatore di pallacanestro jugoslavo
- 1947 - Tat'jana Tarasova, ex pattinatrice artistica su ghiaccio e allenatrice di pattinaggio su ghiaccio russa
- 1948 - Jim Crawford, pilota automobilistico britannico († 2002)
- 1948 - Sam Garbarski, regista e sceneggiatore belga
- 1948 - Eizō Kenmotsu, ex ginnasta giapponese
- 1948 - Amedeo Laboccetta, politico italiano
- 1948 - Gustavo Martín Garzo, scrittore spagnolo
- 1948 - Francesca Natividad, attrice, ballerina e attrice pornografica messicana († 2022)
- 1948 - Laura Pollán, attivista e politica cubana († 2011)
- 1948 - Jackie Ridgle, cestista statunitense († 1998)
- 1948 - Hansjörg Schellenberger, oboista tedesco
- 1949 - Jo Baier, regista e sceneggiatore tedesco
- 1949 - Edner Breton, ex calciatore haitiano
- 1949 - Roberto Cimetta, attore e regista italiano († 1988)
- 1949 - Judy Dyble, cantante britannica († 2020)
- 1949 - Mino Fuccillo, giornalista italiano
- 1949 - Jeff Glixman, tastierista e produttore discografico statunitense
- 1949 - Wayne Hart, giocatore di curling canadese
- 1949 - Peter Kern, attore, regista e sceneggiatore austriaco († 2015)
- 1949 - Fausto Silipo, allenatore di calcio e ex calciatore italiano
- 1949 - Jan Egil Storholt, ex pattinatore di velocità su ghiaccio norvegese
- 1950 - Michael Attenborough, regista teatrale e direttore artistico britannico
- 1950 - Ewa Aulin, attrice svedese
- 1950 - Domenico Cornacchia, vescovo cattolico italiano
- 1950 - Bob Daisley, bassista australiano
- 1950 - Peter Gabriel, cantante, compositore e produttore discografico britannico
- 1950 - Kees Krijgh, ex calciatore olandese
- 1950 - Rita Marchisio, ex maratoneta e mezzofondista italiana
- 1950 - Scott Paulin, attore statunitense
- 1950 - Albano Pera, ex tiratore a volo italiano
- 1950 - Béla Miklós Szőke, archeologo e storico ungherese
- 1950 - Keiko Takemiya, fumettista giapponese
- 1951 - Roberto Casone, allenatore di calcio e ex calciatore italiano
- 1951 - Guido Grimod, politico italiano
- 1951 - Katja Lange-Müller, scrittrice tedesca
- 1951 - Sandro Medici, giornalista, scrittore e politico italiano
- 1951 - David Naughton, attore e cantante statunitense
- 1951 - Michel Pollentier, ex ciclista su strada e pistard belga
- 1951 - Manuela Righini, giornalista italiana († 2010)
- 1952 - Ed Gagliardi, bassista statunitense († 2014)
- 1952 - Malcolm Linton, ex calciatore inglese
- 1952 - Freddy Maertens, ex ciclista su strada e pistard belga
- 1952 - Linah Mohohlo, banchiera e economista botswana († 2021)
- 1952 - Horst Schneider, politico tedesco
- 1952 - Alexander Alexandrov Yordanov, politico bulgaro
- 1953 - Antonio Batesta, ex sollevatore italiano
- 1953 - Vito Gervasi, ex calciatore belga
- 1953 - Sergej Kapustin, hockeista su ghiaccio russo († 1995)
- 1953 - Vincenzo Magistà, giornalista e conduttore televisivo italiano
- 1953 - Suleiman Nyambui, ex mezzofondista e maratoneta tanzaniano
- 1953 - Luciano Santolini, ex tiratore a volo sammarinese
- 1953 - Akio Sato, ex wrestler giapponese
- 1953 - Thelma de Nazareth Pina Guimarães, ex cestista e allenatrice di pallacanestro brasiliana
- 1954 - Dominique Bathenay, allenatore di calcio e ex calciatore francese
- 1954 - Franz Bernreiter, ex biatleta tedesco
- 1954 - Nico D'Ascola, politico italiano
- 1954 - Bibiana Fernández, attrice, cantante e ex modella spagnola
- 1954 - Michael Majerus, genetista e entomologo britannico († 2009)
- 1954 - Stefano Santospago, attore italiano
- 1954 - Vijay Seshadri, poeta indiano
- 1955 - Stefano Brusadelli, giornalista e scrittore italiano
- 1955 - Albert Gemmrich, politico, allenatore di calcio e ex calciatore francese
- 1955 - Gennadij Kiselëv, traduttore, filologo e linguista russo
- 1955 - Ramon Mantovani, politico italiano
- 1955 - Livia Turco, politica italiana
- 1955 - Akiko Yano, musicista giapponese
- 1956 - Mauricio Alfaro, ex calciatore e allenatore di calcio salvadoregno
- 1956 - Stefano Bellon, compositore italiano
- 1956 - Gillian Bevan, attrice britannica
- 1956 - Liam Brady, dirigente sportivo, allenatore di calcio e ex calciatore irlandese
- 1956 - Richard Eden, attore canadese
- 1956 - Paul Four, ex pentatleta francese
- 1956 - Peter Hook, bassista e cantante britannico
- 1956 - Giannīs Kouros, ultramaratoneta greco
- 1956 - Maurizio Marchetto, allenatore di pattinaggio e ex pattinatore di velocità su ghiaccio italiano
- 1956 - Chris Newton, ex tennista neozelandese
- 1956 - Jay Nixon, politico statunitense
- 1956 - Steve Pecher, ex calciatore statunitense
- 1956 - Ettore Francesco Sequi, diplomatico italiano
- 1956 - Carole Boston Weatherford, scrittrice statunitense
- 1956 - Jimmy Yuill, attore scozzese
- 1956 - Alia bint al-Husayn, principessa giordana
- 1957 - Mariano Barreto, allenatore di calcio portoghese
- 1957 - Didier Boubé, ex pentatleta francese
- 1957 - Roberto Gandini, attore teatrale, regista teatrale e drammaturgo italiano
- 1957 - Hubert Girault, chimico svizzero
- 1957 - Heinz Gründel, ex calciatore tedesco
- 1957 - Donato Renato Mosella, politico italiano
- 1957 - Danny Salisbury, ex cestista statunitense
- 1957 - Andrea di Robilant, giornalista, scrittore e storico italiano
- 1958 - Pernilla August, attrice e regista svedese
- 1958 - Giampaolo Cadalanu, giornalista e scrittore italiano
- 1958 - Abdul Hamid Mohammed Dbeibeh, politico e imprenditore libico
- 1958 - Ernesto De Pascale, giornalista, conduttore radiofonico e musicista italiano († 2011)
- 1958 - Donal Gibson, attore statunitense
- 1958 - Elizabeta Nishica, ex tiratrice a segno albanese
- 1958 - Dominique Othenin-Girard, regista e sceneggiatore svizzero
- 1958 - Pat Powers, allenatore di pallavolo, ex pallavolista e ex giocatore di beach volley statunitense
- 1958 - Derek Riggs, illustratore inglese
- 1959 - Jonathan Hensleigh, sceneggiatore e regista statunitense
- 1959 - Luis Hormazábal, ex calciatore cileno
- 1959 - Maureen F. McHugh, autrice di videogiochi e scrittrice statunitense
- 1959 - Ida Sansone, doppiatrice e direttrice del doppiaggio italiana
- 1959 - Willie Scott, giocatore di football americano statunitense († 2021)
- 1959 - Paolo Vecchi, ex pallavolista italiano
- 1959 - Henry Waechter, ex giocatore di football americano statunitense
- 1960 - Marco Bresciani, doppiatore italiano
- 1960 - Pierluigi Collina, ex arbitro di calcio italiano
- 1960 - Franco Gabrielli, prefetto, dirigente pubblico e poliziotto italiano
- 1960 - Artur Jusupov, scacchista russo
- 1960 - Kelly McCormick, ex tuffatrice statunitense
- 1960 - Raúl Riancho, allenatore di calcio spagnolo
- 1960 - Matt Salinger, attore e produttore cinematografico statunitense
- 1960 - Pia Sundhage, allenatrice di calcio e ex calciatrice svedese
- 1960 - Serhij Tihipko, politico ucraino
- 1961 - Marc Crawford, allenatore di hockey su ghiaccio e ex hockeista su ghiaccio canadese
- 1961 - Cevin Key, musicista canadese
- 1961 - Oļegs Karavajevs, calciatore lettone († 2020)
- 1961 - Paul Lodge, allenatore di calcio e ex calciatore inglese
- 1961 - Colomba Mongiello, politica italiana
- 1961 - Giuseppe Natali, ex cestista italiano
- 1961 - Henry Rollins, cantante, compositore e attore statunitense
- 1961 - Dragi Setinov, allenatore di calcio e ex calciatore croato
- 1961 - Luigi Sparacio, mafioso e collaboratore di giustizia italiano
- 1961 - Richard Tyson, attore e blogger statunitense
- 1962 - Aníbal Acevedo Vilá, politico portoricano
- 1962 - Nickla Roberts, ex wrestler statunitense
- 1962 - Gustavo De Luca, ex calciatore argentino
- 1962 - Heikko Deutschmann, attore austriaco
- 1962 - Claudine Emonet, ex sciatrice alpina francese
- 1962 - Michael Mair, allenatore di sci alpino e ex sciatore alpino italiano
- 1962 - Boniface Merande, ex maratoneta e mezzofondista keniota
- 1962 - Héctor Morán, ex calciatore uruguaiano
- 1962 - Fabio Polenghi, fotografo italiano († 2010)
- 1962 - Jackie Silva, ex giocatrice di beach volley e ex pallavolista brasiliana
- 1963 - Nicola Caricola, ex calciatore italiano
- 1963 - Wolfgang Egger, designer tedesco
- 1963 - Philippe Hervé, allenatore di pallacanestro e ex cestista francese
- 1963 - Ihor Kolomojs'kyj, imprenditore e politico ucraino
- 1963 - Barry Tubb, attore e regista statunitense
- 1963 - Roberta Vasquez, modella e attrice statunitense
- 1963 - Filemon Vela, politico statunitense
- 1963 - Wei Kexing, allenatore di calcio e ex calciatore cinese
- 1963 - Mimma Zavoli, politica e insegnante sammarinese
- 1964 - Leo Andergassen, storico dell'arte italiano
- 1964 - Pierre Bottero, scrittore francese († 2009)
- 1964 - Stephen Bowen, astronauta statunitense
- 1964 - Simona Chines, cestista e allenatrice di pallacanestro italiana
- 1964 - Rocco Tanica, tastierista, compositore e comico italiano
- 1964 - Nicoletta Elmi, attrice italiana
- 1964 - Jonny Hector, scacchista svedese
- 1964 - Ylva Johansson, politica svedese
- 1964 - Csaba László, allenatore di calcio e ex calciatore ungherese
- 1964 - Don Mattrick, ex dirigente d'azienda e informatico canadese
- 1964 - Erkka Petäjä, ex calciatore finlandese
- 1964 - Yamataka Eye, cantante giapponese
- 1965 - Andy Buckley, attore statunitense
- 1965 - Eldece Clarke-Lewis, ex velocista bahamense
- 1965 - Maurizio Colombi, commediografo, attore teatrale e regista teatrale italiano
- 1965 - Sven Demandt, allenatore di calcio e ex calciatore tedesco
- 1965 - Marco Gori, ex calciatore italiano
- 1965 - Kenny Harrison, ex triplista statunitense
- 1965 - Valerij Kirienko, ex biatleta russo
- 1965 - Ida Ladstätter, ex sciatrice alpina austriaca
- 1965 - Peter O'Neill, politico papuano
- 1965 - Dario Oppido, doppiatore e attore italiano
- 1965 - Jurij Savičev, ex calciatore sovietico
- 1965 - Nikolaj Savičev, ex calciatore e allenatore di calcio sovietico
- 1965 - Daniele Sebastiani, dirigente sportivo e imprenditore italiano
- 1965 - Hiro Yūki, doppiatore giapponese
- 1966 - Luca De Benedittis, sceneggiatore italiano
- 1966 - Fausto Frigerio, ex lunghista e ostacolista italiano
- 1966 - Neal McDonough, attore statunitense
- 1966 - Alexandre Sterling, attore e cantante francese
- 1966 - Jeff Waters, chitarrista canadese
- 1967 - Abdullah bin Nasser bin Abdullah Al Ahmed Al Thani, imprenditore e dirigente sportivo qatariota
- 1967 - Maite Carpio, giornalista, regista e produttrice cinematografica spagnola
- 1967 - Carolyn Lawrence, attrice e doppiatrice statunitense
- 1967 - Arik Marshall, chitarrista statunitense
- 1967 - Tadayuki Okada, pilota motociclistico giapponese
- 1967 - Roberta Postiglione, ex cestista italiana
- 1967 - Ross Robinson, produttore discografico statunitense
- 1967 - Stanimir Stoilov, allenatore di calcio e ex calciatore bulgaro
- 1968 - Kelly Hu, attrice, ex modella e doppiatrice statunitense
- 1968 - Niamh Kavanagh, cantante irlandese
- 1968 - Ken Leblanc, ex bobbista canadese
- 1968 - Eliana Liotta, giornalista e scrittrice italiana
- 1968 - James Phiri, calciatore zambiano († 2001)
- 1968 - Alejandro Russo, ex calciatore argentino
- 1968 - Yasuhiro Yamada, calciatore giapponese († 2013)
- 1969 - Adalberto Manuel Silva Ribeiro, ex calciatore portoghese
- 1969 - Dževad Alihodžić, ex cestista bosniaco
- 1969 - JB Blanc, attore, doppiatore e direttore del doppiaggio francese
- 1969 - Andrew Bryniarski, attore e culturista statunitense
- 1969 - Joyce DiDonato, mezzosoprano statunitense
- 1969 - Dritan Leli, politico albanese
- 1969 - Michael McDonald, ex cestista statunitense
- 1969 - Angus McKeen, ex rugbista a 15 irlandese
- 1969 - Francesco Moneti, musicista italiano
- 1969 - Kate Pace, ex sciatrice alpina canadese
- 1969 - Joe Phillips, grafico e disegnatore statunitense
- 1969 - Pedro Suárez-Vértiz, chitarrista, cantante e compositore peruviano († 2023)
- 1969 - Rudi Vata, procuratore sportivo, allenatore di calcio e ex calciatore albanese
- 1969 - Chong Yee-Voon, scrittrice malese
- 1969 - Niko Čeko, ex calciatore croato
- 1970 - Elmer Bennett, ex cestista statunitense
- 1970 - Valerij Bolotov, militare e politico ucraino († 2017)
- 1970 - Valentina Gardellin, ex cestista italiana
- 1970 - Gregor Grilc, ex sciatore alpino sloveno
- 1970 - Mika Halvari, ex pesista finlandese
- 1970 - Emi Kawabata, ex sciatrice alpina giapponese
- 1970 - Karoline Krüger, cantautrice e pianista norvegese
- 1970 - Manny Motajo, ex calciatore nigeriano
- 1970 - Oleg Rebrov, ex pentatleta kazako
- 1970 - Tony Smith, ex cestista statunitense
- 1970 - Tom Kåre Staurvik, allenatore di calcio e ex calciatore norvegese
- 1971 - Matt Berninger, cantautore statunitense
- 1971 - Stefano Casale, ex calciatore italiano
- 1971 - Galen Gering, attore statunitense
- 1971 - Giovanni Giungato, ex pugile italiano
- 1971 - Alon Harazi, ex calciatore israeliano
- 1971 - Todd Kauffman, disegnatore canadese
- 1971 - Matthias Klimsa, attore tedesco
- 1971 - Alexander Quaderer, ex calciatore liechtensteinese
- 1971 - Žarko Serafimovski, ex calciatore macedone
- 1971 - Space One, rapper italiano
- 1971 - Elvis Sinosic, artista marziale misto australiano
- 1971 - Natal'ja Snytina, ex biatleta russa
- 1971 - Sonia, cantante britannica
- 1971 - Mats Sundin, ex hockeista su ghiaccio svedese
- 1971 - Begoña Vía-Dufresne, ex velista spagnola
- 1972 - Virgilijus Alekna, politico e ex discobolo lituano
- 1972 - Deimantas Bička, ex calciatore lituano
- 1972 - Ruben Brown, ex giocatore di football americano statunitense
- 1972 - Dev Narayan Chaudhary, ex calciatore nepalese
- 1972 - Ana Paula Connelly, ex giocatrice di beach volley brasiliana
- 1972 - Božidar Jović, ex pallamanista e dirigente sportivo croato
- 1972 - Kim Jeong-min, ex cestista sudcoreana
- 1972 - Juttaporn Krasaeyan, ex pesista e discobola cinese
- 1972 - Meng Wanzhou, dirigente d'azienda cinese
- 1972 - Elena Russo, attrice italiana
- 1972 - Manou Schauls, ex calciatore lussemburghese
- 1973 - Mikel Antía, allenatore di calcio e ex calciatore spagnolo
- 1973 - Claudio Deoricibus, compositore e chitarrista italiano
- 1973 - Ian Duncan, barone Duncan di Springbank, politico britannico
- 1973 - Frédéric Gigon, ex calciatore liechtensteinese
- 1973 - Caren Lissner, scrittrice e giornalista statunitense
- 1973 - Ronald Maul, ex calciatore tedesco
- 1973 - Tomohito Nishiura, compositore giapponese
- 1973 - Bas Roorda, ex calciatore olandese
- 1973 - Ethan Stiefel, ballerino e coreografo statunitense
- 1974 - Ahmad Al-Mutairi, ex calciatore kuwaitiano
- 1974 - Jeff Duran, attore, comico e produttore discografico statunitense
- 1974 - Gus Hansen, giocatore di poker danese
- 1974 - Stefan Kobel, ex giocatore di beach volley svizzero
- 1974 - Patrice Manuel, ex sciatore alpino e sciatore freestyle francese
- 1974 - Ricardo Peral, ex cestista spagnolo
- 1974 - Robbie Williams, cantautore e showman britannico
- 1975 - Ben Collins, personaggio televisivo e pilota automobilistico inglese
- 1975 - Fábio Eduardo Cribari, ex calciatore brasiliano
- 1975 - Tony Dalton, attore statunitense
- 1975 - Lizzie Pannill Fletcher, politica statunitense
- 1975 - Artemij Andreevič Lebedev, designer russo
- 1975 - Dumitru Mitu, ex calciatore rumeno
- 1975 - Ivar Rønningen, ex calciatore norvegese
- 1975 - Daniel Strigel, schermidore tedesco
- 1975 - Barbara Tabita, attrice italiana
- 1975 - Aylin Yıldızoğlu, ex cestista turca
- 1976 - Sara Colzi, allenatrice di calcio e ex calciatrice italiana
- 1976 - Feist, cantautrice canadese
- 1976 - Nadir Lamyaghri, ex calciatore marocchino
- 1976 - Darrel Lewis, ex cestista statunitense
- 1976 - Giulia Montanarini, attrice, showgirl e ex modella italiana
- 1976 - Dave Padden, cantante e chitarrista canadese
- 1976 - Mickaël Pichon, pilota motociclistico francese
- 1976 - Maria del Rosario Romanò, ex pallavolista argentina
- 1976 - Martín Sastre, regista e artista uruguaiano
- 1977 - Ivan Dudić, ex calciatore serbo
- 1977 - Julia Faure, attrice francese
- 1977 - Tomáš Kučera, ex calciatore ceco
- 1977 - Dario Maltese, giornalista e conduttore televisivo italiano
- 1977 - Randy Moss, ex giocatore di football americano statunitense
- 1977 - Mihajlo Pjanović, ex calciatore serbo
- 1977 - Dorel Simion, ex pugile rumeno
- 1978 - Niklas Bäckström, hockeista su ghiaccio finlandese
- 1978 - Stephan Ebn, batterista e produttore discografico tedesco
- 1978 - Darío Figueroa, ex calciatore argentino
- 1978 - Hamish Glencross, chitarrista scozzese
- 1978 - Sebastiano Grasso, ex cestista italiano
- 1978 - Philippe Jaroussky, controtenore francese
- 1978 - Rita Kuti-Kis, ex tennista ungherese
- 1978 - Süleyman Küçük, ex calciatore turco
- 1978 - Tess Mattisson, cantante svedese
- 1978 - Beatrice Mautino, divulgatrice scientifica e saggista italiana
- 1978 - Cory Murphy, hockeista su ghiaccio canadese
- 1978 - Tanja Nijmeijer, guerrigliera olandese
- 1978 - Edsilia Rombley, cantante olandese
- 1978 - Koen Schockaert, ex calciatore belga
- 1978 - Warley Silva dos Santos, allenatore di calcio e ex calciatore brasiliano
- 1978 - Daniëlle de Bruijn, pallanuotista olandese
- 1979 - Ardit Beqiri, allenatore di calcio e ex calciatore albanese
- 1979 - Markus Bock, arrampicatore tedesco
- 1979 - Anders Breivik, terrorista norvegese
- 1979 - Lucy Brown, attrice inglese
- 1979 - Thomas Bruun Eriksen, ex ciclista su strada danese
- 1979 - Damian Humbley, attore e cantante australiano
- 1979 - Rafael Márquez, allenatore di calcio e ex calciatore messicano
- 1979 - Valeria Molin Pradel, ex hockeista su ghiaccio italiana
- 1979 - Stephan Mølvig, ex canottiere danese
- 1979 - Marianna Pepe, tiratrice a segno italiana († 2018)
- 1979 - Rachel Reeves, economista e politica inglese
- 1979 - La Mala Rodríguez, rapper spagnola
- 1979 - Adrian Sarkisian, ex calciatore uruguaiano
- 1979 - Jeryl Sasser, ex cestista statunitense
- 1979 - Mena Suvari, attrice e modella statunitense
- 1979 - Luca Tabbiani, allenatore di calcio e ex calciatore italiano
- 1980 - Mykola Byčok, cardinale e vescovo cattolico ucraino
- 1980 - Alifatou Djibril, ex discobola e pesista togolese
- 1980 - Miquel Fernández, attore e cantante spagnolo
- 1980 - Murad Hajdaraŭ, lottatore bielorusso
- 1980 - Drew Henson, ex giocatore di football americano e ex giocatore di baseball statunitense
- 1980 - Chris Jefferies, ex cestista statunitense
- 1980 - Irina Karpova, ex multiplista kazaka
- 1980 - Mami Kawada, cantante giapponese
- 1980 - Sebastian Kehl, dirigente sportivo e ex calciatore tedesco
- 1980 - Zdeněk Kutlák, allenatore di hockey su ghiaccio e ex hockeista su ghiaccio ceco
- 1980 - Karine Meilleur, ex sciatrice alpina francese
- 1980 - Gaia Padovan, giornalista, conduttrice televisiva e blogger italiana
- 1980 - Josh Stick, ex calciatore neozelandese
- 1980 - Cory Underwood, ex cestista statunitense
- 1981 - Matías Agüero, ex rugbista a 15 e allenatore di rugby a 15 argentino
- 1981 - Milan Bjegović, ex cestista serbo
- 1981 - Daniel Braid, ex rugbista a 15 e allenatore di rugby a 15 neozelandese
- 1981 - Chris Doig, ex calciatore scozzese
- 1981 - Yōsuke Fujigaya, ex calciatore giapponese
- 1981 - Luisão, dirigente sportivo e ex calciatore brasiliano
- 1981 - Ljubo Miličević, ex calciatore australiano
- 1981 - Liam Miller, calciatore irlandese († 2018)
- 1981 - Khaled Mouelhi, ex calciatore tunisino
- 1981 - Tenema N'Diaye, ex calciatore maliano
- 1981 - Mattia Nalesso, nuotatore italiano
- 1981 - Stefan Nebel, pilota motociclistico tedesco
- 1981 - Luke Ridnour, ex cestista statunitense
- 1981 - Arjan Sheta, ex calciatore albanese
- 1981 - Shane Told, cantautore e musicista canadese
- 1981 - Josip Škorić, allenatore di calcio e ex calciatore croato
- 1982 - Mahmoud Fathallah, allenatore di calcio e ex calciatore egiziano
- 1982 - Tsuyoshi Abe, attore giapponese
- 1982 - Björn Andersson, ex calciatore svedese
- 1982 - Jorge Betancourt, tuffatore cubano
- 1982 - Enrique Bologna, calciatore argentino
- 1982 - Lars Erik Fremming, calciatore norvegese
- 1982 - Gabriel Mureșan, ex calciatore rumeno
- 1982 - Miwako Okuda, cantante giapponese
- 1982 - Vanja Rogulj, nuotatore croato
- 1982 - Michael Turner, ex giocatore di football americano statunitense
- 1982 - Julien Viale, ex calciatore francese
- 1982 - Margherita Zanatta, personaggio televisivo, conduttrice televisiva e conduttrice radiofonica italiana
- 1983 - Nicola Beati, ex calciatore italiano
- 1983 - Santi Freixa, hockeista su prato spagnolo
- 1983 - Mohammad Gholami, calciatore iraniano
- 1983 - Mladen Kašćelan, ex calciatore montenegrino
- 1983 - Vladislav Koršunov, rugbista a 15 russo
- 1983 - Joel Little, produttore discografico e musicista neozelandese
- 1983 - Megan Mahoney, ex cestista statunitense
- 1983 - Stefano Pini, poeta italiano
- 1983 - Bojan Popović, ex cestista serbo
- 1983 - Manuela Roani, pallavolista italiana
- 1983 - Andrea Tricarico, allenatore di calcio e ex calciatore italiano
- 1983 - Anna Watkins, canottiera britannica
- 1984 - Apoño, ex calciatore spagnolo
- 1984 - LaToya Bond, ex cestista statunitense
- 1984 - Hayley Bowden, ex calciatrice neozelandese
- 1984 - Guillermo Cerda, ex calciatore messicano
- 1984 - Adrian Gaxha, cantante macedone
- 1984 - Giulia Innocenzi, conduttrice televisiva italiana
- 1984 - Eirik Markegård, ex calciatore norvegese
- 1984 - Wanda Perdelwitz, attrice tedesca
- 1984 - Ivano Pezzuto, arbitro di calcio italiano
- 1984 - Nico Pulzetti, allenatore di calcio e ex calciatore italiano
- 1984 - Hinkelien Schreuder, ex nuotatrice olandese
- 1984 - Doris Tomasini, velocista italiana
- 1984 - Virginie Ujlaky, schermitrice ungherese
- 1985 - Mayra Andrade, cantante capoverdiana
- 1985 - Natalia Brussa, ex pallavolista argentina
- 1985 - Iván Carril, ex calciatore spagnolo
- 1985 - Dan Coleman, ex cestista statunitense
- 1985 - Courtney Dauwalter, ultramaratoneta statunitense
- 1985 - Somdev Devvarman, ex tennista indiano
- 1985 - Mathias Eikenes, calciatore norvegese
- 1985 - Ferdi Elmas, ex calciatore turco
- 1985 - J.R. Giddens, ex cestista statunitense
- 1985 - Bruno Herrero Arias, ex calciatore spagnolo
- 1985 - Hedwiges Maduro, allenatore di calcio e ex calciatore olandese
- 1985 - Oleksandr Maksymov, ex calciatore ucraino
- 1985 - Torrell Martin, ex cestista statunitense
- 1985 - Jimmy McNulty, allenatore di calcio e ex calciatore scozzese
- 1985 - Bridget Neval, attrice australiana
- 1985 - David Padgett, ex cestista, allenatore di pallacanestro e dirigente sportivo statunitense
- 1985 - Romeu Pereira dos Santos, ex calciatore brasiliano
- 1985 - Michal Pávek, calciatore ceco
- 1985 - David Ribolleda, ex calciatore andorrano
- 1985 - Owen Schmitt, ex giocatore di football americano statunitense
- 1985 - Alexandros Tziolīs, ex calciatore greco
- 1985 - Tristan Vauclair, hockeista su ghiaccio svizzero
- 1986 - Siniša Anđelković, ex calciatore sloveno
- 1986 - Joey van den Berg, ex calciatore olandese
- 1986 - Hamish Bond, canottiere e ciclista su strada neozelandese
- 1986 - Zachary Francis Condon, cantante, musicista e compositore statunitense
- 1986 - Susan Dunklee, biatleta e ex fondista statunitense
- 1986 - Rosalba Forciniti, judoka italiana
- 1986 - Aneika Henry, ex cestista giamaicana
- 1986 - Abdou Jammeh, ex calciatore gambiano
- 1986 - Jayden Jaymes, ex attrice pornografica statunitense
- 1986 - Aleksandr Kut'in, ex calciatore russo
- 1986 - Eden Marama, ex tennista neozelandese
- 1986 - Luke Moore, ex calciatore inglese
- 1986 - Jamie Murray, tennista britannico
- 1986 - Andy Nicholson, bassista e disc jockey britannico
- 1986 - Lorenzo Orsetti, anarchico e antifascista italiano († 2019)
- 1986 - Önem Pişkin, attore turco
- 1986 - Elena Posevina, ginnasta russa
- 1986 - Yunieski Ramírez, giocatore di beach volley e pallavolista cubano
- 1986 - Aurélie Revillet, ex sciatrice alpina francese
- 1986 - Clément Tainmont, ex calciatore francese
- 1986 - Aqib Talib, ex giocatore di football americano statunitense
- 1986 - Anton Zacharov, tuffatore ucraino
- 1987 - Kris Boeckmans, ex ciclista su strada belga
- 1987 - Andrei Bordignon, giocatore di calcio a 5 brasiliano
- 1987 - Wouter Corstjens, ex calciatore belga
- 1987 - Fatou Coulibaly, calciatrice ivoriana
- 1987 - Eljero Elia, ex calciatore olandese
- 1987 - René Enders, pistard tedesco
- 1987 - Martin Kavdanski, calciatore bulgaro
- 1987 - Natal'ja Mjasoedova, cestista russa
- 1987 - Preston Parker, giocatore di football americano statunitense
- 1987 - David Smith, canoista australiano
- 1987 - Jaco Venter, ex ciclista su strada sudafricano
- 1987 - Rau'shee Warren, pugile statunitense
- 1987 - Ricardo Henrique da Silva dos Santos, calciatore brasiliano
- 1988 - David Bartek, calciatore ceco
- 1988 - Jonas Emet, calciatore finlandese
- 1988 - Rhudy Evens, calciatore francese
- 1988 - Evgenij Garaničev, biatleta e fondista russo
- 1988 - Umberto Giannoccaro, pallamanista italiano
- 1988 - Melanie Green, attrice argentina
- 1988 - Dimitri Liénard, calciatore francese
- 1988 - Aston Merrygold, cantante, ballerino e personaggio televisivo britannico
- 1988 - Irene Montero, politica spagnola
- 1988 - Kévin Parsemain, calciatore francese
- 1988 - Kayra Sayıt, judoka francese
- 1988 - Thiago Freixo Moreira, giocatore di calcio a 5 brasiliano
- 1988 - Margherita Vicario, attrice, cantautrice e regista italiana
- 1988 - Gürbey İleri, attore televisivo turco
- 1989 - Rafael Acosta, ex calciatore venezuelano
- 1989 - Charles Clay, giocatore di football americano statunitense
- 1989 - Arsen Žoraevič Galstjan, judoka russo
- 1989 - Sepp Gerber, ex sciatore alpino svizzero
- 1989 - Ol'ga Glackich, ex ginnasta russa
- 1989 - Domingos Gonçalves, ciclista su strada portoghese
- 1989 - José Gonçalves, ciclista su strada portoghese
- 1989 - Igor' Gorbatenko, ex calciatore russo
- 1989 - Edward Jefferies, schermidore britannico
- 1989 - Dion Malone, calciatore surinamese
- 1989 - Marco Pagnini, hockeista su pista italiano
- 1989 - Demetrius Pinder, velocista bahamense
- 1989 - Anton Piskunov, calciatore russo
- 1989 - Fábio Poletto, giocatore di calcio a 5 brasiliano
- 1989 - Rodrigo Possebon, ex calciatore brasiliano
- 1989 - Julian Schieber, dirigente sportivo e ex calciatore tedesco
- 1989 - Jasper Waalkens, calciatore olandese
- 1989 - Atanas Zehirov, calciatore bulgaro
- 1989 - Bror van der Zijde, bobbista olandese
- 1990 - Olivia Allison-Federici, nuotatrice artistica britannica
- 1990 - John Riel Casimero, pugile filippino
- 1990 - Jorge Chula, allenatore di calcio e ex calciatore portoghese
- 1990 - Mark Coffey, wrestler britannico
- 1990 - Szilárd Devecseri, calciatore ungherese
- 1990 - Nathan Eovaldi, giocatore di baseball statunitense
- 1990 - Christopher Gonzalez, calciatore americo-verginiano
- 1990 - Jenny Hjohlman, calciatrice svedese
- 1990 - Dan Hooker, artista marziale misto neozelandese
- 1990 - Niklas Hult, calciatore svedese
- 1990 - Erling Jacobsen, ex calciatore faroese
- 1990 - Jung Yeon-joo, attrice sudcoreana
- 1990 - Thomas Kammerlander, ex slittinista austriaco
- 1990 - Paweł Olkowski, calciatore polacco
- 1990 - Qoigyijabu, monaco buddista cinese
- 1990 - Marco Romizi, calciatore italiano
- 1990 - Andy Rose, ex calciatore australiano
- 1990 - Mamadou Sakho, calciatore francese
- 1990 - Marina Solopova, cestista lituana
- 1990 - Kevin Strootman, ex calciatore olandese
- 1990 - Yun Suk-young, calciatore sudcoreano
- 1991 - Siniša Babić, calciatore serbo
- 1991 - Milan Ferenčík, calciatore slovacco
- 1991 - Declan Gallagher, calciatore scozzese
- 1991 - Andrea Iannicelli, cestista italiano
- 1991 - Pontus Jansson, calciatore svedese
- 1991 - Emrah Klimenta, calciatore montenegrino
- 1991 - Marinus Kraus, saltatore con gli sci e ex combinatista nordico tedesco
- 1991 - Eliaquim Mangala, calciatore francese
- 1991 - Edgar Rivera, altista messicano
- 1991 - Howard Sant-Roos, cestista cubano
- 1991 - Jason Silva, calciatore cileno
- 1991 - Luke Voit, giocatore di baseball statunitense
- 1992 - McKenzie Adams, pallavolista statunitense
- 1992 - Keith Appling, ex cestista statunitense
- 1992 - Yuval Ashkenazi, calciatore israeliano
- 1992 - Bülent Cevahir, calciatore turco
- 1992 - Jimmy De Jonghe, calciatore belga
- 1992 - Banou Diawara, calciatore burkinabé
- 1992 - Cheyenne Dunkley, calciatore inglese
- 1992 - Nicholas Fitzgerald, calciatore australiano
- 1992 - Filip Ivanović, calciatore serbo
- 1992 - Nikola Jovović, pallavolista serbo
- 1992 - Marharyta Makhneva, canoista bielorussa
- 1992 - Adrián Nahuel Martínez, calciatore argentino
- 1992 - Pavel Pilík, calciatore ceco
- 1992 - Daniel Portman, attore britannico
- 1992 - Rim Chang-woo, calciatore sudcoreano
- 1992 - Tino-Sven Sušić, calciatore bosniaco
- 1992 - Giōrgos Valerianos, calciatore greco
- 1992 - Dorina Zele, cestista ungherese
- 1993 - Abdulrahman Al-Shammari, calciatore kuwaitiano
- 1993 - Kasumi Arimura, attrice giapponese
- 1993 - Sagesse Babélé, calciatore congolese (Repubblica del Congo)
- 1993 - Linda Bakker, calciatrice olandese
- 1993 - Wangu Gome, calciatore namibiano
- 1993 - Charles Dunne, calciatore irlandese
- 1993 - Robin Fensch, giocatore di football americano tedesco
- 1993 - Marion Gauthier-Rat, ex pallavolista francese
- 1993 - Nina Hemmer, lottatrice tedesca
- 1993 - Shahar Hirsh, calciatore israeliano
- 1993 - Sebastian Holmqvist, giocatore di calcio a 5 e calciatore svedese
- 1993 - Kevin Iannotta, attore tedesco
- 1993 - Jeremías Ledesma, calciatore argentino
- 1993 - Philipp Nawrath, biatleta tedesco
- 1993 - Manuel Palacios, calciatore colombiano
- 1993 - Rehenesh TP, calciatore indiano
- 1993 - Connor Ripley, calciatore inglese
- 1993 - Arley Rodríguez, calciatore colombiano
- 1993 - Uroš Spajić, calciatore serbo
- 1993 - Diogo Mateus, calciatore brasiliano
- 1994 - Antonio Bannò, attore italiano
- 1994 - Emanuel Briffa, ex calciatore maltese
- 1994 - Anton Cajtoft, calciatore svedese
- 1994 - Juan Cámara, calciatore spagnolo
- 1994 - Memphis Depay, calciatore olandese
- 1994 - Daniel Dixon, ex cestista e allenatore di pallacanestro statunitense
- 1994 - Patryk Dobek, ostacolista e mezzofondista polacco
- 1994 - Klodian Gino, calciatore albanese
- 1994 - Danzell Gravenberch, calciatore surinamese
- 1994 - Hugo Hofstetter, ciclista su strada francese
- 1994 - Nikola Janković, cestista serbo
- 1994 - Marlon Matheus Lopes do Nascimento, calciatore brasiliano
- 1994 - Christoph Martschinko, calciatore austriaco
- 1994 - Volodymyr Odarjuk, calciatore ucraino
- 1994 - Axel Reymond, nuotatore francese
- 1994 - Dan Taras, ex calciatore moldavo
- 1995 - Sebastian Bonecki, calciatore polacco
- 1995 - Frederik Børsting, calciatore danese
- 1995 - Michael Brandner, calciatore austriaco
- 1995 - Alexia Castilhos, judoka brasiliana
- 1995 - Bård Finne, calciatore norvegese
- 1995 - Kendall Fuller, giocatore di football americano statunitense
- 1995 - Nuno Santos, calciatore portoghese
- 1995 - Thai-Son Kwiatkowski, ex tennista statunitense
- 1995 - Tibor Linka, canoista slovacco
- 1995 - Daniel Malhue, calciatore cileno
- 1995 - Alex Mowatt, calciatore britannico
- 1995 - Georges-Kévin N'Koudou, calciatore camerunese
- 1995 - Lia Neal, ex nuotatrice statunitense
- 1995 - Youness Rahimi, calciatore finlandese
- 1995 - Ray Sandoval, calciatore peruviano
- 1995 - Kingsley Sarfo, calciatore ghanese
- 1995 - Sissal, cantante faroese
- 1995 - Jacopo Tissi, danzatore italiano
- 1995 - Guido Villar, calciatore argentino
- 1996 - Mischa Bernard, giocatore di football americano svizzero
- 1996 - Ana Sestari, giocatrice di calcio a 5 italiana
- 1996 - Abdoulaye Cissé, calciatore guineano
- 1996 - Steff Cras, ciclista su strada belga
- 1996 - Oleksandr Demčenko, calciatore ucraino
- 1996 - Gilles Dewaele, calciatore belga
- 1996 - Odiljon Hamrobekov, calciatore uzbeko
- 1996 - Vebjørn Hoff, calciatore norvegese
- 1996 - Sittiwat Imerbpathom, attore televisivo thailandese
- 1996 - Stephanie Jallen, sciatrice alpina statunitense
- 1996 - Filip Kukuličić, calciatore montenegrino
- 1996 - John Victor Maciel Furtado, calciatore brasiliano
- 1996 - Andrei Macrițchii, calciatore moldavo
- 1996 - Valerii Macrițchii, calciatore moldavo
- 1996 - Erdal Rakip, calciatore svedese
- 1996 - Matej Rodin, calciatore croato
- 1996 - Miglena Seliška, lottatrice bulgara
- 1996 - Irina Strebel, bobbista, ex velocista e ex ostacolista svizzera
- 1996 - Damian Wierling, ex nuotatore tedesco
- 1996 - Ramaz Zoidze, lottatore georgiano
- 1996 - Frank de Wit, judoka olandese
- 1996 - Eduardo Gabriel dos Santos Bauermann, calciatore brasiliano
- 1997 - João Basso, calciatore brasiliano
- 1997 - Alaqua Cox, attrice statunitense
- 1997 - Davide Dal Sasso, ex hockeista su ghiaccio italiano
- 1997 - Đorđe Dimitrijević, giocatore di football americano serbo
- 1997 - Katsuaki Endo, lottatore giapponese
- 1997 - Ertuğrul Ersoy, calciatore turco
- 1997 - Amer Gojak, calciatore bosniaco
- 1997 - Joel Graterol, calciatore venezuelano
- 1997 - Patrick Kenney, sciatore alpino statunitense
- 1997 - Yang Liyu, calciatore cinese
- 1997 - Pedro Silva, calciatore portoghese
- 1997 - Kenan Muslimović, calciatore austriaco
- 1997 - Stefan Perić, calciatore austriaco
- 1997 - Sevu Reece, rugbista a 15 figiano
- 1997 - Martina Scrinzi, attrice italiana
- 1997 - Emerson Smith, sciatore freestyle statunitense
- 1998 - Raphael Ayagwa, calciatore nigeriano
- 1998 - Kilian Bevis, calciatore francese
- 1998 - Keinan Davis, calciatore inglese
- 1998 - Leah Edmond, pallavolista statunitense
- 1998 - Sebastián Ferreira, calciatore paraguaiano
- 1998 - Liam Fraser, calciatore canadese
- 1998 - Gian Marco Moroni, tennista italiano
- 1998 - Birk Risa, calciatore norvegese
- 1998 - Nigel Robertha, calciatore olandese
- 1998 - Julien Serrano, calciatore francese
- 1998 - Almaz Smanbekov, lottatore kirghiso
- 1998 - Khalifa St. Fort, velocista trinidadiana
- 1998 - İsmayıl İbrahimli, calciatore azero
- 1999 - Diego Cantagalli, pallavolista italiano
- 1999 - Santiago Catrofe, mezzofondista uruguaiano
- 1999 - Gabriele Gori, calciatore italiano
- 1999 - Florian Krüger, calciatore tedesco
- 1999 - Mariel Kufaas, sciatrice alpina norvegese
- 1999 - Vitor Mendes, calciatore brasiliano
- 1999 - Ognjen Mršić, calciatore serbo
- 1999 - Larry Rountree III, giocatore di football americano canadese
- 1999 - Mirko Trovato, attore italiano
- 1999 - Oleh Veremijenko, calciatore ucraino
- 2000 - Jorge Echeverría, calciatore venezuelano
- 2000 - Imanol Enríquez, calciatore argentino
- 2000 - Caterina Ferin, calciatrice italiana
- 2000 - Ray Ho, tennista taiwanese
- 2000 - Vitinha, calciatore portoghese
- 2000 - Mohamed Mallahi, calciatore olandese
- 2000 - Claus Niyukuri, calciatore norvegese
- 2000 - Ben Ogden, fondista statunitense
- 2000 - Rasheed Walker, giocatore di football americano statunitense
- 2000 - Francesca Zunino, nuotatrice artistica italiana

## XXI secolo(30)
- 2001 - Carl Tamayo, cestista filippino
- 2001 - Cameron Duke, calciatore statunitense
- 2001 - Yunisleidy García, velocista cubana
- 2001 - Sarah Healy, mezzofondista irlandese
- 2001 - Jason Knight, calciatore irlandese
- 2001 - Thomas Lardon, sciatore alpino francese
- 2001 - Mancha, calciatore brasiliano
- 2001 - Matías Rocha, calciatore uruguaiano
- 2001 - Jair Tavares, calciatore portoghese
- 2001 - Jan Žambůrek, calciatore ceco
- 2002 - Jaden Ivey, cestista statunitense
- 2002 - Sophia Lillis, attrice statunitense
- 2002 - João Marques, calciatore portoghese
- 2002 - Santiago Mouriño, calciatore uruguaiano
- 2002 - Daishen Nix, cestista statunitense
- 2003 - Veronika Aigner, sciatrice alpina austriaca
- 2003 - Niko Anttola, fondista finlandese
- 2003 - Raúl Asencio, calciatore spagnolo
- 2003 - Clément Lhernault, calciatore francese
- 2003 - Walter Núñez, calciatore argentino
- 2003 - Enzo Shahrvin, cestista francese
- 2003 - Milan Smit, calciatore olandese
- 2003 - Tyler Wolff, calciatore statunitense
- 2004 - Samuel Bamba, calciatore tedesco
- 2004 - Jonny Edgar, pilota automobilistico britannico
- 2004 - Busang Kebinatshipi, velocista botswano
- 2004 - Korede Osundina, calciatore statunitense
- 2004 - Barnabás Simon, calciatore ungherese
- 2005 - Silvio López, calciatore uruguaiano
- 2006 - Axel Montaña, calciatore uruguaiano